# Kanda Kacuo
Kanda Kacuo (Niigata, 1966. június 21. –) japán válogatott labdarúgó.

## Nemzeti válogatott
A japán válogatottban 1 mérkőzést játszott.

## Statisztika
| Japán válogatott | Japán válogatott | Japán válogatott |
| Időszak          | Mérk.            | gól              |
| ---------------- | ---------------- | ---------------- |
| 1995             | 1                | 0                |
| Összesen         | 1                | 0                |